# Close reading
V literární kritice je close reading, česky pozorné čtení, pečlivou a soustavnou interpretací krátkého úryvku textu. Jedná se o protipól k distant reading.
Při close reading se klade důraz na jednotlivosti a konkrétnosti textu před jeho obecnostmi. Osoba, která provádí close reading, pozorně a kriticky sleduje jednotlivá slova, syntaxi, pořadí, v němž věty rozvíjejí myšlenky (téma-réma), i formálních správnost vět a jejich logickou návaznost a členění do odstavců. Close reading znamená přemýšlet o tom, co je v úryvku textu řečeno (obsah), tak o tom, jak je to řečeno (forma, tj. způsob, jakým je obsah podán), a navrhnout editaci či rovnou text editovat tak, aby byl srozumitelnější, čitelnější a jasnější.